# Coupe de Tunisie de football 1999-2000
Navigation
Coupe de Tunisie 1998-1999 Coupe de Tunisie 2000-2001
La coupe de Tunisie de football 1999-2000 est la 44e édition de la coupe de Tunisie, la 69e depuis 1923. C'est une compétition à élimination directe mettant aux prises des centaines de clubs de football amateurs et professionnels à travers la Tunisie. Elle est organisée par la Fédération tunisienne de football (FTF) et ses ligues régionales.
En raison des contraintes du calendrier, les trois derniers tours ont été ajournés pour la saison suivante.

## Résultats

### Tour préliminaire
- Sfax railway sport (D. Honneur - Ligue IV) - Club Ahly sfaxien (D. Honneur - Ligue IV) : 1 - 1 (4 - 2, t. a. b.)
- Baâth sportif de Mohammedia (D. Honneur - Ligue IV) - Union sportive de Bousalem (D. Honneur - Ligue IV) : 1 - 0

### Premier tour
56 équipes ont participé à ce tour : les douze clubs de Nationale B - Ligue II, les quatorze clubs de la Nationale C - Ligue III, 22 clubs de la D. Honneur - Ligue IV et huit clubs représentant les huit ligues régionales (Ligue V).
- Étoile sportive de Métlaoui (D. Honneur - Ligue IV) - Jendouba Sports (Nationale B - Ligue II) : 2 - 2 (8 - 7, t. a. b.)
- Croissant sportif de Redeyef (D. Honneur - Ligue IV) - Ennahdha sportive de Jemmal (D. Honneur - Ligue IV) : Forfait
- Espoir sportif de Jerba Midoun (Nationale B - Ligue II) - Étoile sportive de Béni Khalled (Nationale B - Ligue II) : 1 - 0
- Sporting Club de Ben Arous (D. Honneur - Ligue IV) - Avenir sportif de Oued Ellil (D. Honneur - Ligue IV) : 3 - 2
- Avenir sportif de Mohammedia - Association Mégrine Sport (D. Honneur - Ligue IV) : 3 - 1
- La Palme sportive de Tozeur Avenir (Nationale C - Ligue III) - Croissant sportif chebbien (D. Honneur - Ligue IV) : 1 - 2
- Association sportive de l'Ariana (Nationale C - Ligue III) - Union sportive de Siliana (D. Honneur - Ligue IV) : 1 - 0
- Union sportive de Ben Guerdane (D. Honneur - Ligue IV) - Club sportif de Rouhia (Ligue V-Le Kef) : 2 - 0
- Kalâa Sport (Nationale B - Ligue II) - Club sportif hilalien (D. Honneur - Ligue IV) : 2 - 2 (4 - 2, t. a. b.)
- Moltaka sportif de Bir Bouregba[2] (Ligue Tunis-Cap Bon) bat Étoile sportive du Fahs (Nationale C - Ligue III)
- Club sportif de Korba (Nationale C - Ligue III) - Club sportif de Hammam Lif (Nationale B - Ligue II) : 1 - 3
- Hirondelle sportive de Kalâa Kebira (D. Honneur - Ligue IV) - Avenir sportif de Kasserine (Nationale C - Ligue III) : 2 - 0
- Stade soussien (Nationale C - Ligue III) - Football Club de Jérissa (D. Honneur - Ligue IV) : 4 - 0
- Océano Club de Kerkennah (Nationale C - Ligue III) - El Makarem de Mahdia (Nationale C - Ligue III) : 2 - 5
- Avenir sportif de Bir Lahmar (Ligue V-Gabès) - Club sportif des cheminots (Nationale C - Ligue III) : 1 - 1 (5 - 6, t. a. b.)
- Union sportive de Ksour Essef (D. Honneur - Ligue IV) - Stade sportif sfaxien (Nationale C - Ligue III) : 0 - 1
- Stade africain de Menzel Bourguiba (Nationale B - Ligue II) - Essor sportif de Regueb (Ligue V-Regueb) : 1 - 0
- Gazelle sportive de Bekalta (Nationale C - Ligue III) - STIR sportive de Zarzouna (D. Honneur - Ligue IV) : 0 - 2
- Avenir sportif d'El Hencha (Ligue V-Sfax) - Olympique du Kef (Nationale B - Ligue II) : 0 - 1
- Stade nabeulien (D. Honneur - Ligue IV) - Espoir sportif de Hammam Sousse (D. Honneur - Ligue IV) : 1 - 1 (0 - 3, t. a. b.)
- Club olympique de Médenine (Nationale B - Ligue II) - Avenir sportif de Gabès (Nationale B - Ligue II) : 0 - 1
- Association sportive de Djerba (Nationale B - Ligue II) - Grombalia Sports (Nationale B - Ligue II) : 2 - 1
- Badr sportif d'El Aïn (D. Honneur - Ligue IV) - Association sportive Ittihad (Nationale C - Ligue III) : 0 - 1
- Club olympique de Sidi Bouzid (D. Honneur - Ligue IV) - Union sportive de Tataouine (Nationale C - Ligue III) : 1 - 1 (1 - 2, t. a. b.)
- El Gawafel sportives de Gafsa (Nationale B - Ligue II) - Club sportif de Khniss (Ligue V-Monastir) : 4 - 0
- Sfax railway sport - Club sportif de Makthar (Nationale C - Ligue III) : 2 - 0
- Stade gabésien (D. Honneur - Ligue IV) - El Ahly Mateur (D. Honneur - Ligue IV) : 1 - 0
- Union sportive de Sidi Bou Ali (Ligue V-Sousse) - Tinja Sport ( Ligue 5 Bizerte) : Forfait

### Deuxième tour
Il est disputé par les 28 qualifiés du tour précédent.
- Étoile sportive de Métlaoui - Club sportif de Hammam Lif : 2 - 1
- Espoir sportif de Hammam Sousse - Croissant sportif de Redeyef : Forfait
- Union sportive de Tataouine - Espoir sportif de Jerba Midoun : 1 - 2
- Association sportive Ittihad - Stade gabésien : 3 - 0
- Sporting Club de Ben Arous - Kalâa Sport : 0 - 1
- Avenir sportif de Mohammedia - Croissant sportif chebbien : 1 - 3
- STIR sportive de Zarzouna bat Association sportive de l'Ariana
- Association sportive de Djerba - Union sportive de Ben Guerdane : 1 - 2
- Moltaka sportif de Bir Bouregba - Stade soussien : 0 - 1
- Club sportif des cheminots - Hirondelle sportive de Kalâa Kebira : 2 - 0
- Stade sportif sfaxien - Olympique du Kef : 1 - 2
- El Gawafel sportives de Gafsa - Stade africain de Menzel Bourguiba : 2 - 0
- Avenir sportif de Gabès - El Makarem de Mahdia : 1 - 0
- Sfax railway sport - Union sportive de Sidi Bou Ali : 1 - 0

### Seizièmes de finale
Ce tour regroupe les quatorze clubs qualifiés du tour précédent et six clubs de la Ligue I, les six premiers classés du championnat précédent étant qualifiés d'office pour les huitièmes de finale.
| Date            | Équipe 1                        | Équipe 2                       | Score 90'         | Score Prol. | Tirs au but |
| 22 février 2000 | STIR sportive de Zarzouna       | Sfax railway sport             | 2 - 0             |             |             |
| 22 février 2000 | Union sportive monastirienne    | Kalâa Sport                    | 4 - 1             |             |             |
| 22 février 2000 | Espérance sportive de Zarzis    | Olympique du Kef               | 1 - 1             | 1 - 1       | 3 - 4       |
| 22 février 2000 | Club sportif des cheminots      | Étoile sportive de Métlaoui    | 2 - 0             |             |             |
| 22 février 2000 | Olympique de Béja               | Association sportive Ittihad   | 2 - 0             |             |             |
| 22 février 2000 | Stade tunisien                  | Union sportive de Ben Guerdane | 0 - 0             | 1 - 0       |             |
| 22 février 2000 | Club olympique des transports   | Stade soussien                 | 3 - 0             |             |             |
| 22 février 2000 | Espoir sportif de Hammam Sousse | El Gawafel sportives de Gafsa  | 1 - 2             |             |             |
| 22 février 2000 | Avenir sportif de Gabès         | Croissant sportif chebbien     | 1 - 0             |             |             |
| 22 février 2000 | Jeunesse sportive kairouanaise  | Espoir sportif de Jerba Midoun | 2 - 2             | 2 - 2       | 3 - 2       |
| -               | Club athlétique bizertin        | -                              | Qualifié d'office |             |             |
| -               | Club africain                   | -                              | Qualifié d'office |             |             |
| -               | Avenir sportif de La Marsa      | -                              | Qualifié d'office |             |             |
| -               | Étoile sportive du Sahel        | -                              | Qualifié d'office |             |             |
| -               | Club sportif sfaxien            | -                              | Qualifié d'office |             |             |
| -               | Espérance sportive de Tunis     | -                              | Qualifié d'office |             |             |

### Huitièmes de finale
| Date          | Équipe 1                       | Équipe 2                      | Score 90' | Score Prol. | Tirs au but |
| 16 avril 2000 | Club sportif sfaxien           | Club olympique des transports | 1 - 1     | 2 - 1       |             |
| 16 avril 2000 | Olympique de Béja              | Club sportif des cheminots    | 2 - 2     | 3 - 3       | 7 - 6       |
| 16 avril 2000 | Stade tunisien                 | Étoile sportive du Sahel      | 1 - 2     |             |             |
| 16 avril 2000 | Club africain                  | Union sportive monastirienne  | 2 - 2     | 3 - 2       |             |
| 15 avril 2000 | Espérance sportive de Tunis    | El Gawafel sportives de Gafsa | 2 - 1     |             |             |
| 16 avril 2000 | Avenir sportif de La Marsa     | STIR sportive de Zarzouna     | 1 - 1     | 2 - 1       |             |
| 16 avril 2000 | Jeunesse sportive kairouanaise | Olympique du Kef              | 2 - 0     |             |             |
| 16 avril 2000 | Club athlétique bizertin       | Avenir sportif de Gabès       | 3 - 2     |             |             |

### Quarts de finale
| Date              | Équipe 1                   | Équipe 2                       | Score 90' | Score Prol. | Tirs au but |
| 10 septembre 2000 | Club africain              | Club athlétique bizertin       | 2 - 1     |             |             |
| 10 septembre 2000 | Club sportif sfaxien       | Jeunesse sportive kairouanaise | 2 - 0     |             |             |
| 10 septembre 2000 | Olympique de Béja          | Étoile sportive du Sahel       | 0 - 2     |             |             |
| 10 septembre 2000 | Avenir sportif de La Marsa | Espérance sportive de Tunis    | 2 - 2     | 2 - 3       |             |

### Demi-finales
| Date              | Équipe 1                 | Équipe 2                    | Score 90' | Score Prol. | Tirs au but |
| 23 septembre 2000 | Étoile sportive du Sahel | Club africain               | 0 - 0     | 0 - 0       | 5 - 6       |
| 24 septembre 2000 | Club sportif sfaxien     | Espérance sportive de Tunis | 3 - 0     |             |             |

### Finale
| Date            | Équipe 1      | Équipe 2             | Score 90' | Score Prol. | Tirs au but |
| 22 octobre 2000 | Club africain | Club sportif sfaxien | 0 - 0     | 0 - 0       | 4 - 2       |

Le match est arbitré par Ridha Bouglia, secondé par Zoubeir Aribi et Cherif Fehri, alors que Mohsen Belaïd est le quatrième arbitre.

## Meilleur buteur
Raouf Tarhouni (Club sportif des cheminots) est le meilleur buteur de l'édition avec quatre buts. 